# Putrescin N-hidroksicinamoiltransferaza
Putrescin -hidroksicinamoiltransferaza (EC 2.3.1.138, kafeoil-KoA putrescin N-kafeoilna transferaza, PHT, putrescin hidroksicinamoilna transferaza, hidroksicinamoil-KoA:putrescin hidroksicinamoiltransferaza, putrescin hidroksicinamoiltransferaza) je enzim sa sistematskim imenom kafeoil-KoA:putrescin N-(3,4-dihidroksicinamoil)transferaza. Ovaj enzim katalizuje sledeću hemijsku reakciju
kafeoil-KoA + putrescin {\displaystyle \rightleftharpoons } KoA + N-kafeoilputrescin
Feruloil-KoA, cinamoil-KoA i sinapoil-KoA takođe mogu da deluju kao donori, mada sporije.

## Literatura
- Nicholas C. Price; Lewis Stevens (1999). Fundamentals of Enzymology: The Cell and Molecular Biology of Catalytic Proteins (Third изд.). USA: Oxford University Press. ISBN 019850229X.
- Eric J. Toone (2006). Advances in Enzymology and Related Areas of Molecular Biology, Protein Evolution (Volume 75 изд.). Wiley-Interscience. ISBN 0471205036.
- Branden C; Tooze J. Introduction to Protein Structure. New York, NY: Garland Publishing. ISBN 0-8153-2305-0.
- Irwin H. Segel. Enzyme Kinetics: Behavior and Analysis of Rapid Equilibrium and Steady-State Enzyme Systems (Book 44 изд.). Wiley Classics Library. ISBN 0471303097.
- William P. Jencks (1987). Catalysis in Chemistry and Enzymology. Dover Publications. ISBN 0486654605.

## Spoljašnje veze
- Putrescine+N-hydroxycinnamoyltransferase на 